# Pontius Asclepiodotus
Pontius Asclepiodotus (* im 4. Jahrhundert; † unbekannt) war römischer Statthalter der Provinz Alpes Graiae und Alpes Poeninae.

## Leben

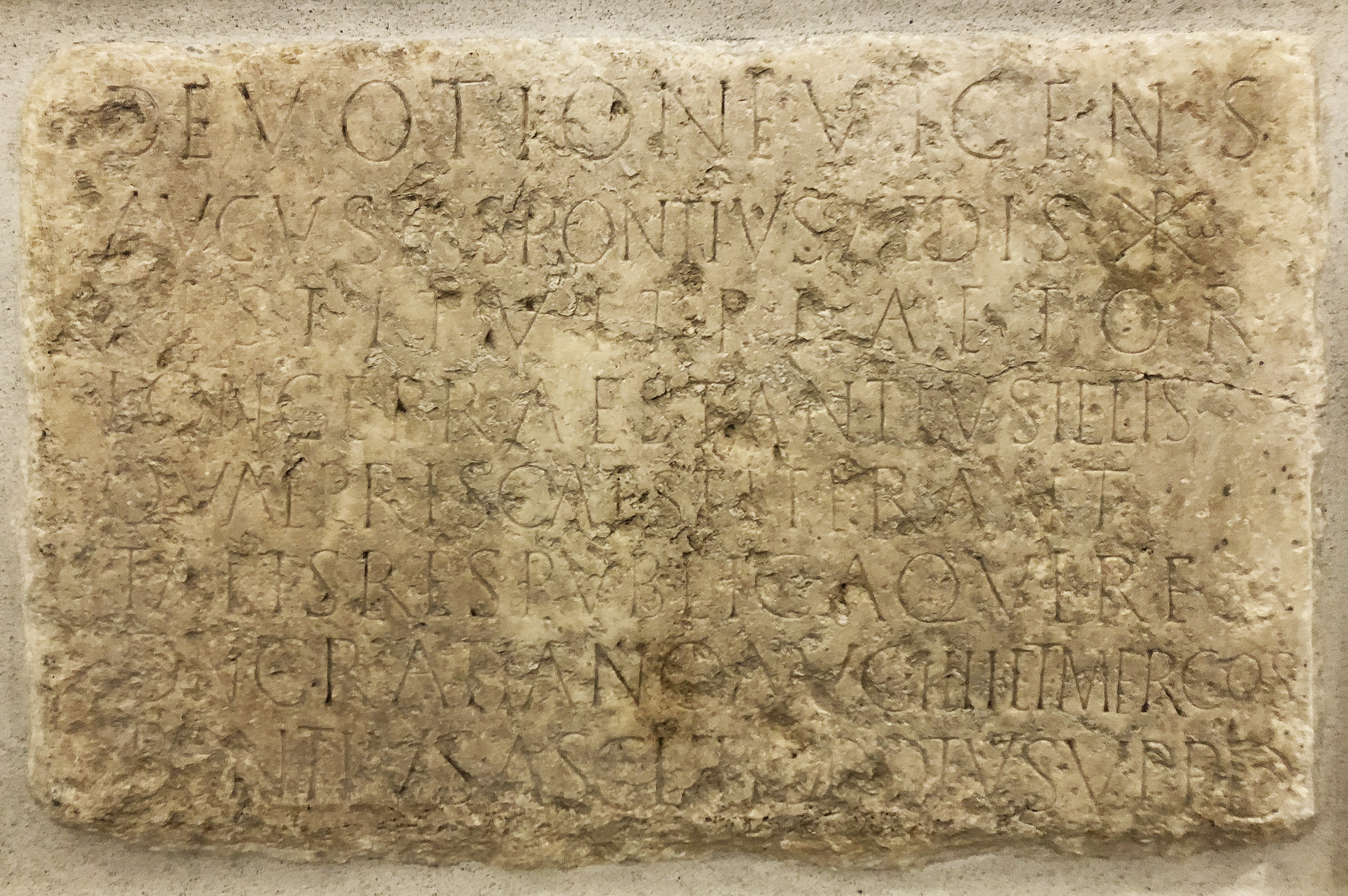
Inschrift des Pontius Asclepiodotus in Sitten

377 bekannte sich in Sitten der Provinzstatthalter Pontius Asclepiodotus zum Christentum und stiftete, im Auftrag von Kaiser Gratian, ein Gotteshaus, möglicherweise jedoch auch ein Verwaltungsgebäude.
Gemäss einer römischen Inschrift von 377 n. Chr. – heute eingemauert in der Eingangshalle des Rathauses von Sitten – war Asclepiodotus Ritter (vir perfectissimus) und Statthalter (praeses) der Provinz Alpes Graiae, das Zentrum der Provinz war Axima (auf Latein auch Forum Claudii Ceutronum), das heutige Aime-en-Tarentaise, und von Poeninae, das dem heutigen Wallis entspricht. Das beigegebene Christusmonogramm in Form der griechischen Buchstaben Chi und Rho (☧) weist die Bauinschrift als ältestes datierbares Zeugnis für die Christianisierung des Wallis und der ganzen heutigen Schweiz aus; das Christentum setzte sich allmählich gegen die gallo-römischen Religionen und den Mithraskult durch, sodass die Römische Religion im 5. Jahrhundert endete.